# Boxeuropameisterschaften der Frauen 2018
Die 11. EUBC Boxeuropameisterschaften der Frauen wurden vom 5. bis 12. Juni 2018 in der Asics Arena in Sofia und damit zum zweiten Mal aufeinanderfolgend in Bulgarien ausgetragen. Es nahmen 146 Boxerinnen aus 32 Nationen in 10 Gewichtsklassen teil.

## Teilnehmende Nationen
- Armenien
- Aserbaidschan
- Belarus
- Bulgarien
- Dänemark
- Deutschland
- England
- Finnland
- Frankreich
- Georgien
- Griechenland
- Irland
- Italien
- Kosovo
- Kroatien
- Litauen
- Moldau
- Montenegro
- Niederlande
- Norwegen
- Polen
- Rumänien
- Russland
- Schweden
- Serbien
- Slowenien
- Spanien
- Tschechien
- Türkei
- Ukraine
- Ungarn
- Wales

## Medaillengewinnerinnen
| Klasse                        | Gold                         | Silber                         | Bronze                                                        |
| Halbfliegengewicht (45–48 kg) | Jekaterina Paltsewa Russland | Sewda Assenowa Bulgarien       | Steluța Duță Rumänien Hanna Ochota Ukraine                    |
| Fliegengewicht (48–51 kg)     | Swetlana Solujanowa Russland | Buse Naz Çakıroğlu Türkei      | Gabriela Dimitrowa Bulgarien Jana Burim Belarus               |
| Bantamgewicht (51–54 kg)      | Stojka Krastewa Bulgarien    | Delphine Mancini Frankreich    | Giulia De Laurenti Italien Wiktoria Kuleschowa Russland       |
| Federgewicht (54–57 kg)       | Stanimira Petrowa Bulgarien  | Darja Abramowa Russland        | Michaela Walsh Irland Mona Mestiaen Frankreich                |
| Leichtgewicht (57–60 kg)      | Mira Potkonen Finnland       | Anastassija Beljakowa Russland | Kellie Harrington Irland Denitsa Elissejewa Bulgarien         |
| Halbweltergewicht (60–64 kg)  | Melis Jonussowa Bulgarien    | Sema Çalışkan Türkei           | Jekaterina Dynnik Russland Marija Bowa Ukraine                |
| Weltergewicht (64–69 kg)      | Elina Gustafsson Finnland    | Jaroslawa Jakuschina Russland  | Assunta Canfora Italien Nadine Apetz Deutschland              |
| Mittelgewicht (69–75 kg)      | Nouchka Fontijn Niederlande  | Maria Borutsa Ukraine          | Sarah Scheurich Deutschland Lauren Price Wales                |
| Halbschwergewicht (75–81 kg)  | Maria Urakowa Russland       | Elif Güneri Türkei             | Anastassija Tschernokolenko Ukraine Wiktoria Kebikowa Belarus |
| Schwergewicht (+81 kg)        | Flavia Severin Italien       | Kristina Takatschewa Russland  | Şennur Demir Türkei Lidia Fidura Polen                        |